# مصريون في المملكة المتحدة
مصريون في المملكة المتحدة هم أناس من أصول مصرية وهم مواطنون أو مقيمون في المملكة المتحدة.

## الديموغرافيا
وفقًا لتعداد المملكة المتحدة لعام 2001، كان هناك حوالي 24,700 في مصري في المملكة المتحدة.
وفقًا لتعداد المملكة المتحدة لعام 2011، كان ما مجموعه 31,338 مصري يقيمون في المملكة المتحدة: 28,927 في إنجلترا و894 في ويلز و1,322 في اسكتلندا و195 في أيرلندا الشمالية.